# Henrieta Nagyova
Henrieta Nagyová (n. 15 de diciembre de 1978 en Nové Zámky, Checoslovaquia) es una exjugadora de tenis de Eslovaquia. Profesional entre 1994 y 2006, obtuvo su mejor clasificación en individuales el 17 de septiembre de 2001 cuando fue número 21 del mundo, luego de lo cual fue creciendo debido a lesiones recurrentes. A finales de 2005 llegó a estar en el puesto 145, luego de haber caído al puesto 200. 

## Títulos

### Individuales (18)
| Leyenda (Individuales) |
| Grand Slam (0)         |
| Tour Championships (0) |
| Tier I Event (0)       |
| Tier II Event (0)      |
| Tier III Event (2)     |
| Tier IV-V Event (7)    |
| ITF Circuit (9)        |

| N.º | Fecha                    | Torneo                        | Superficie    | Oponente en la final | Marcador      |
| 1.  | 17 de julio de 1994      | Olsztyn, Polonia              | Tierra batida | Magdalena Grzybowska | 6–4, 2–6, 6–4 |
| 2.  | 25 de septiembre de 1994 | Poreč, Croacia                | Tierra batida | Sylva Nesvadbova     | 6–1, 1–6, 6–1 |
| 3.  | 21 de mayo de 1995       | Burdeos, Francia              | Tierra batida | Erika de Lone        | 6–1, 6–3      |
| 4.  | 3 de septiembre de 1995  | Atenas, Grecia                | Tierra batida | Patty Schnyder       | 6–2, 6–0      |
| 5.  | 18 de febrero de 1996    | Cali, Colombia                | Tierra batida | Christina Papadáki   | 6–2, 7–6      |
| 6.  | 2 de septiembre de 1996  | Bratislava, Eslovaquia        | Tierra batida | Patty Schnyder       | 6–0, 6–4      |
| 7.  | 22 de septiembre de 1996 | Varsovia, Polonia             | Tierra batida | Barbara Paulus       | 3–6, 6–2, 6–1 |
| 8.  | 17 de agosto de 1997     | Bratislava, Eslovaquia        | Tierra batida | Gala León García     | 6–4, 6–0      |
| 9.  | 23 de noviembre de 1997  | Pattaya City, Tailandia       | Dura          | Dominique Van Roost  | 7–5, 6–7, 7–5 |
| 10. | 2 de agosto de 1998      | Sopot, Polonia                | Tierra batida | Elena Wagner         | 6–3, 5–7, 6–1 |
| 11. | 9 de agosto de 1998      | Estambul, Turquía             | Dura          | Olga Barabanschikova | 6–4, 3–6, 7–6 |
| 12. | 14 de febrero de 1999    | Prostějov, República Checa    | Carpeta       | Silvia Farina Elia   | 7–6, 6–4      |
| 13. | 14 de mayo de 2000       | Varsovia, Polonia             | Tierra batida | Amanda Hopmans       | 2–6, 6–4, 7–5 |
| 14. | 16 de julio de 2000      | Palermo, Italia               | Tierra batida | Pavlina Nola         | 6–3, 7–5      |
| 15. | 12 de noviembre de 2000  | Kuala Lumpur, Malasia         | Dura          | Iva Majoli           | 6–4, 6–2      |
| 16. | 9 de abril de 2001       | Boynton Beach, Estados Unidos | Tierra batida | Asa Carlsson         | 3–6, 6–3, 6–1 |
| 17. | 28 de septiembre de 2003 | Biella, Italia                | Tierra batida | Zsófia Gubacsi       | 6–3, 6–1      |
| 18. | 9 de noviembre de 2003   | Pattaya City, Tailandia       | Dura          | Ľubomíra Kurhajcová  | 6–4, 6–2      |

### Títulos en dobles (5)
1. Kuala Lumpur, Malasia (con Sylvia Plischke), (1997)
2. Bol, Croacia (con Laura Montalvo), (1997)
3. Bratislava, Eslovaquia (con Maja Matevzic), (2002)
4. Varsovia, Polonia (con Jelena Kostanić Tošić), (2002)
5. Dinan, Francia (con Klaudia Jans), (2006)